# Халикотерии
Халикотериите (Chalicotherium), (на старогръцки: χαλιξ - камъче, чакъл; θηρίον - звяр) са род изчезнали нечифтокопитни животни живели в Европа, Африка и Азия от късния олигоцен до ранния плиоцен, в продължение на около 8,25 млн. години.
Това странно изглеждащо тревопасно животно е имало дълги предни крайници с големи нокти и по-къси носещи основната тежест задни крайници.

## Видове
Видът Chalicotherium goldfussi живял през миоцен и плиоцен в Европа е описан от JJ Kaup през 1833 г. Оттогава са открити и описани 7 други вида от този род.
- Ch. goldfuss
- Ch. giganteum
- Ch. brevirostris
- Ch. rusingense
- Ch. pilgrimi
- Ch. wetzleri
- Ch. salinum
- Ch. wuduensis

## Описание
Халикотерият, както много от нечифтокопитните видове, е бил тревопасно животно, макар и уникално адаптиран. Предните му крайници са били дълги и с яки нокти, което му е позволявало да ходи само на кокалчетата на пръстите си. Халикотерият е използвал предните си крайници, за да достига високи клони и да ги накланя към устата си, ядейки листата им. Главата му, наподобяваща глава на кон показва адаптиране към хранене с мека растителност.
Костите на таза предполагат, че тези животни са седели на задницата си продължителни периоди от време, вероятно по време на хранене. Ноктите изглежда са употребявани и като сериозно отбранително оръжие.
Всички тези характеристики показват известна прилика с несвързани пряко с него видове като земен ленивец, горила и гигантска панда.

## Халикотериите в България
В България халикотериите са изчезнала група бозайници. В миналото обаче те са били широко разпространени. В България са намерени останки от 5 таксона/вида халикотерии от късен миоцен и плиоцен. Един вид - българската калиманция (Kalimantsia bulgarica) е описан като нов за науката от находище край с. Калиманци.

## В криптозоологията
Мечката Нанди, известна също и като Нголоко е криптид или непотвърденo животно, за което се смята, че живее в Африка. Тя носи името си от етносът Нанди, който живее в Западна Кения. Свидетелствата са за свиреп, едър хищник с високи рамене на предните крайници(над 1.2 м височина) и тяло наклонено назад. Кенийският палеонтолог Луис Лики смята, че описанието на това животно съответства на изчезналия Халикотерий, макар халикотериите са били тревопасни животни.